# Guerre des Dilgars
Dans l'univers de Babylon 5, la guerre des Dilgars (Dilgar War) est un conflit qui opposa l'Alliance Terrienne et la Ligue des Mondes Non Alignés contre les Dilgars, peuple expansionniste et belliqueux. Elle s'acheva par la défaite des Dilgars.

## Causes
En 2230, le conflit commença avec l'invasion des mondes non alignés et de l'espace du Régime Narn par les Dilgars. Ce peuple est connu pour sa cruauté et ses expériences scientifiques sur leurs prisonniers. Seule l'Alliance Terrienne répondit à l'appel des mondes envahis. Le gouvernement humain mena la lutte avec sa flotte de guerre.

## Déroulement
Peu de choses sont connues sur le déroulement de ce conflit dans la série télévisée, en dehors de la défaite des Dilgars en 2232.

## Conséquences
Les Dilgars furent finalement confinés dans leur système solaire d'origine, et exterminés lorsque leur étoile explosa en supernova. En 2258, une survivante nommée Jha'Dur arriva sur la station Babylon 5 le temps d'une escale. Cette scientifique fut alors l'objet de disputes entre les anciens alliés de la guerre des Dilgars au sujet du lieu de son procès et de la formule d'un élixir d'éternité qu'elle avait créé. La dernière des Dilgars périt au cours de son transfert vers la Terre, son vaisseau étant détruit par un croiseur de combat vorlon.
Présente depuis peu sur la scène politique galactique, l'Alliance Terrienne, en protégeant les peuples de la Ligue des Mondes Non Alignés, acquiert une réputation et une stature qui en fait une des puissances régionales. Ce sentiment de puissance amena les responsables politiques et militaires de l'Alliance à se croire capable de faire face à n'importe quelle puissance alien. Cette arrogance les poussa à gravement sous-estimer les Minbaris, erreur qui causa la guerre Terre-Minbari, au cours de laquelle l'Alliance Terrienne fut très largement surclassé à tous niveaux par les Minbaris.